# Théo Fonseca
Théo Luís Fonseca (Ermont, 11 giugno 2000) è un calciatore portoghese con cittadinanza francese, attaccante del Fafe.

## Carriera

### Club
Nato in Francia ma di origini portoghesi, è cresciuto nei settori giovanili di Nancy e Vitória Guimarães. Nel 2020 è stato acquistato dal Felgueiras 1932, dove ha giocato per due stagioni nella terza divisione portoghese.
Dopo aver totalizzato 51 presenze e 18 reti tra campionato e coppa con la maglia del Felgueiras 1932, il 4 giugno 2022 ha compiuto un doppio salto di categoria, venendo ingaggiato dal Famalicão. Ha esordito in Primeira Liga il 12 agosto successivo, in occasione dell'incontro perso 0-3 contro il Braga.

### Nazionale
Nel 2018 ha giocato 4 partite con la nazionale portoghese Under-18.

## Statistiche

### Presenze e reti nei club
Statistiche aggiornate al 18 settembre 2022.
| Stagione               | Squadra                | Campionato             | Campionato | Campionato | Coppe nazionali | Coppe nazionali | Coppe nazionali | Coppe continentali | Coppe continentali | Coppe continentali | Altre coppe | Altre coppe | Altre coppe | Totale | Totale |
| Stagione               | Squadra                | Comp                   | Pres       | Reti       | Comp            | Pres            | Reti            | Comp               | Pres               | Reti               | Comp        | Pres        | Reti        | Pres   | Reti   |
| ---------------------- | ---------------------- | ---------------------- | ---------- | ---------- | --------------- | --------------- | --------------- | ------------------ | ------------------ | ------------------ | ----------- | ----------- | ----------- | ------ | ------ |
| 2020-2021              | Felgueiras 1932        | CdP                    | 22         | 3          | CP              | 2               | 1               |                    | -                  | -                  |             | -           | -           | 24     | 4      |
| 2021-2022              | Felgueiras 1932        | L3                     | 25         | 13         | CP              | 2               | 1               |                    | -                  | -                  |             | -           | -           | 27     | 14     |
| Totale Felgueiras 1932 | Totale Felgueiras 1932 | Totale Felgueiras 1932 | 47         | 16         |                 | 4               | 2               |                    | -                  | -                  |             | -           | -           | 51     | 18     |
| 2022-2023              | Famalicão              | PL                     | 4          | 0          | CP+CdL          | 0               | 0               |                    | -                  | -                  |             | -           | -           | 4      | 0      |
| Totale carriera        | Totale carriera        | Totale carriera        | 51         | 16         |                 | 4               | 2               |                    | -                  | -                  |             | -           | -           | 55     | 18     |